# 情報☆ピカッぷ
『情報☆ピカッぷ』（じょうほうぴかっぷ）は、長崎放送（NBC）で放送される情報番組である。

## 放送時間
- 金曜 10:05 - 10:25

## 出演者
- 石井かなえ
- 谷口亜純
- 上谷理佳

### 過去の出演者
- 定島ゆかこ